# Wu Jie
Wu Jie (nacido en octubre de 1963) es un piloto chino seleccionado para el programa espacial Shenzhou. 
Nació en Zhengzhou, provincia de Henan, China. 
En 1987 se graduó en el Colegio de Ingeniería de la Fuerza Aérea del Ejército Popular de Liberación (PLAAF) y posteriormente en el Colegio de Vuelo de la PLAAF, acumulando más de 1100 horas de vuelo.

## Taikonauta
En noviembre de 1996, él y Li Qinglong, iniciaron su entrenamiento en el Centro Gagarin de entrenamiento de cosmonautas de Rusia, instrucción que se prolongó durante un año, tras lo que regresaron a China, integrando el primer grupo de taikonautas para el vuelo de la Shenzhou 5 y la Shenzhou 6.